# Демотиватор

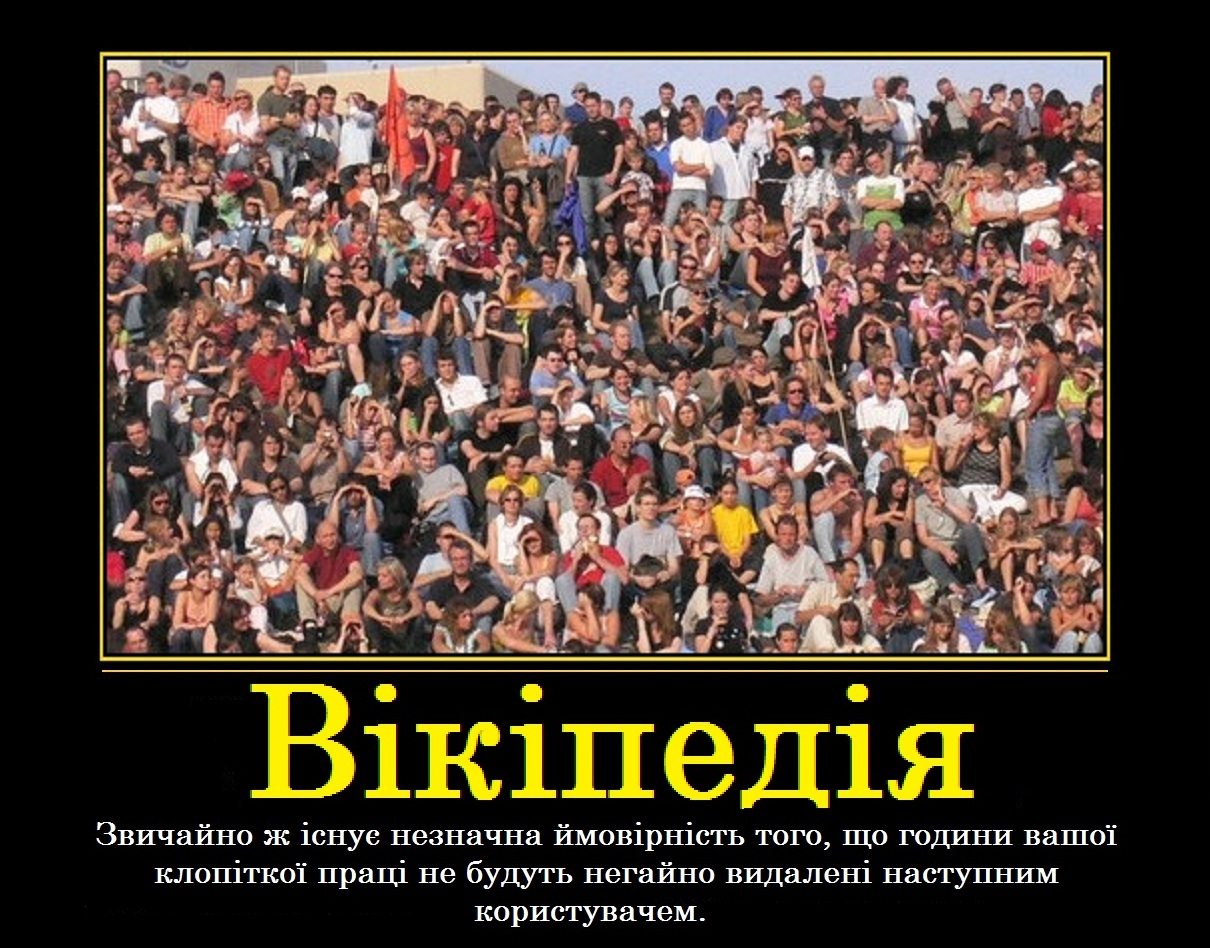
Демотиватор Wikipedia

Демотиватор (демотиваційний постер) — мотиваційний плакат в формі макрокартинки, що складається з картинки в рамці і напису-слогану, що демотиваційно коментує її (пародіює мотивацію), складене за достатньо суворим каноном. Незабаром після появи демотиватори стали інтернет-мемом. Зокрема, вони популярні на іміджбордах.

## Походження і застосування
Спочатку демотиватори з'явилися як пародія на мотиваційні постери, або мотиватори — популярний в США вид наочної агітації, призначений створити відповідний настрій у школах, університетах і на робочих місцях.
Мотиваційні постери дуже часто бували нудні, тому широко розповсюдилася практика їх пародіювання, що зазвичай полягала в складанні постерів за таким же стандартом, але (імовірно) що викликають замість позитивних емоцій відчай, смуток. Подібні пародії і отримали назву демотиваційних постерів. Згодом тематика демотиваторів розширилася і до просто комічної.
Великий внесок в розвиток демотиваторів внесла американська компанія Despair, Inc. (укр. Відчай), що продає через інтернет демотиваційні постери і що згодом запропонувала відвідувачам свого вебсайту можливість створення власних картинок подібного плану.
Продовжуючи традицію іміджборда 4chan, демотиваційні постери з'явилися і в Україні.

## Формат постера
У обох варіантах (мотиватор, демотиватор) постер будується за досить жорсткими правилами. Практично завжди він є плакатом чорного кольору, на якому розміщені наступні елементи:
- Зображення в рамці, що ілюструє ідею постера.
- Гасло, набране великим шрифтом.
- Набране дрібнішим шрифтом уточнення, пояснення або цитата, що висвітлюють ідею детальніше.